# Jéssica Groke
Jéssica Groke (Frutal) é uma quadrinista brasileira. Seu trabalho de estreia nos quadrinhos foi o romance gráfico Me Leve Quando Sair, no qual a artista fala sobre uma viagem para Paraty feita ao lado de seu irmão, revelando segredos e questões familiares que marcaram a vida de ambos. O livro foi publicado de forma independente em 2018 e, no ano seguinte, Jéssica ganhou o 31º Troféu HQ Mix na categoria "novo talento (roteirista)" por seu trabalho nele.

## Publicações
- COLETÂNEA BRABA - Fantagraphics e Mino, julho 2024
- COLETÂNEA HARVI 2 - Selo Harvi, 2023
- TATE E HALLEY - COLETÂNEA GRANDES SUCESSOS, Brasa Editora, 2023
- RAGU 9, 2022
- CONCRETO - independente, 2023
- REVISTA PLAF - 5, 2021
- PIRACEMA - independente, 2023
- BABILÔNIA, independente, 2018
- ME LEVE QUANDO SAIR, independente, 2018

## Prêmios e indicações
- TROFÉU HQMIX - Novo Talento Roteirista por "Me Leve Quando Sair" - VENCEDOR (2019)
- PRÊMIO GRAMPO - por "Me Leve Quando Sair", 8º Lugar (2019)
- PRÊMIO DENTE DE OURO - Melhor Publicação em Quadrinhos por "Me Leve Quando Sair" - FINALISTA (2019)